# Ambassis nalua
Ambassis nalua е вид бодлоперка от семейство Ambassidae. Видът не е застрашен от изчезване.

## Разпространение и местообитание
Разпространен е в Австралия, Бангладеш, Индия (Андамански острови, Западна Бенгалия, Керала и Тамил Наду), Индонезия, Малайзия, Мианмар, Папуа Нова Гвинея, САЩ (Хавайски острови), Сингапур, Тайланд и Филипини.
Обитава сладководни и полусолени басейни, тропически води, морета, заливи и крайбрежия. Среща се на дълбочина около 2 m.

## Описание
На дължина достигат до 12,5 cm.